# Ангел Хаджиилиев
Хаджи Ангел (Ангеле) Хаджиилиев е български общественик от ранното Българско възраждане в Прилеп.

## Биография
Роден е в Прилеп около 1800 година. Баща му хаджи Илия е участник в 50-те и 60-те години на ХIХ век в борбите за българска църковна независимост и в уреждането на просветното дело, както и като един от създателите на българското класно училище в Прилеп. Ангел Хаджиилиев завършва килийно образование, става бояджия, а след това и чифликчия. Активен член е на Прилепската българска община и подпомага новобългарската просвета в града. Става епитроп на общината. По негово настояване в Прилеп е условен като учител Васил Алексиев, който въвежда в Прилеп ланкастърския метод. Ангел Хаджиилиев има сериозни сблъсъци с властите, но поради уважението, с което се ползва фамилията му и поради покровителството на английския консул в Битоля Лонгфорт, не пострадва силно. По негова инициатива е изградена камбанарията в града в 1873 година, за която дарява значителни средства. Преди смъртта си завещава на българската църква 100 лири.
Негов внук е видният български общественик и просветен деец Анастас Христов Хаджиангелов.